# Poke-O-Moonshine Mountain Fire Observation Station
Le Poke-O-Moonshine Mountain Fire Observation Station est une tour de guet du comté d'Essex, dans l'État de New York, dans le nord-est des États-Unis. Située à 660 mètres d'altitude dans les Adirondacks, elle est protégée dans la Taylor Pond Wild Forest. Construite en 1917, elle est inscrite au Registre national des lieux historiques depuis le 23 septembre 2001.